# North West Hockey League
North West Hockey League (kratica NWHL) je bila hokejska liga, ki je obstajala od 1933 do 1936. Nastala je leta 1933, ko sta se novi ligi pridružili moštvi iz Calgaryja in Vancouvra, sledila so jima še tri druga moštva. Po treh sezonah je liga razpadla, saj so ekipe iz Portlanda, Vancouvra in Seattla odšle in postale ustanovne članice nove lige, lige Pacific Coast Hockey League.

## Moštva
- Calgary Tigers
- Edmonton Eskimos
- Seattle Sea Hawks
- Vancouver Lions
- Portland Buckaroos

## Prvaki
- 1934: Calgary Tigers
- 1935: Vancouver Lions
- 1936: Seattle Sea Hawks